# Zabrđe (gmina Sjenica)
Zabrđe (cyr. Забрђе) – wieś w Serbii, w okręgu zlatiborskim, w gminie Sjenica. W 2011 roku liczyła 41 mieszkańców.